# Ювілейна селищна рада (Луганськ)
Ювіле́йна се́лищна ра́да — орган місцевого самоврядування у складі Артемівського району Луганської міської ради Луганської області. Адміністративний центр — селище міського типу Ювілейне.

## Загальні відомості
- Територія ради: 2,831 км²
- Населення ради: 16 948 осіб (станом на 1 січня 2011 року)

## Населені пункти
Селищній раді підпорядковані населені пункти:
- смт Ювілейне

## Склад ради
Рада складається з 30 депутатів та голови.
- Голова ради:
- Секретар ради: Логачова Олена Василівна

### Керівний склад попередніх скликань
| ПІБ                         | Основні відомості                                                        | Дата обрання | Дата звільнення |
| --------------------------- | ------------------------------------------------------------------------ | ------------ | --------------- |
| Струк Володимир Олексійович | Селищний голова, 1965 року народження, член Партії регіонів              | 26.03.2006   | 31.10.2010      |
| Струк Володимир Олексійович | Селищний голова, 1964 року народження, освіта вища, член Партії регіонів | 31.10.2010   | 20.11.2012      |

Примітка: таблиця складена за даними джерела

### Депутати
За результатами місцевих виборів 2010 року депутатами ради стали:

#### За суб'єктами висування
| Суб'єкт висування | Кількість обраних депутатів | %  |
| ----------------- | --------------------------- | -- |
| Партія регіонів   | 27                          | 90 |
| Самовисування     | 3                           | 10 |

#### За округами
| № округу        | Прізвище, ім'я, по батькові     | Дата визнання обраним | Освіта      | Партійна приналежність | Відомості про обраного депутата |
| --------------- | ------------------------------- | --------------------- | ----------- | ---------------------- | --- |
| Партія регіонів |                                 |                       |             |                        | |
| 2               | Вагінов Віктор Іванович         | 02.11.2010            | Освіта вища | позапартійний          | ВАТ «Луганський електроапаратний завод», голова правління                                                                          |
| 3               | Долгова Наталія Леонідівна      | 02.11.2010            | Освіта вища | член Партії регіонів   | КПЗ «Школа мистецтв естетичного виховання», викладач                                                                               |
| 4               | Сергієнко Наталія Борисівна     | 02.11.2010            | Освіта вища | член Партії регіонів   | КЗ «Луганська спеціалізована школа І-ІІІ ст. № 54», вчитель                                                                        |
| 6               | Никитенко Наталія Василівна     | 02.11.2010            | Освіта вища | член Партії регіонів   | КЗ «Луганська середня загальноосвітня школа І-ІІІ ст. № 53», заступник директора, вчитель                                          |
| 7               | Мішин Андрій Григорійович       | 02.11.2010            | Освіта вища | член Партії регіонів   | пенсіонер |
| 8               | Стрелецька Тетяна Андріївна     | 02.11.2010            | Освіта вища | член Партії регіонів   | КЗ «ЛМБЛ № 15», заступник головного лікаря з поліклінічної роботи                                                                  |
| 9               | Шутченко Ольга Петрівна         | 02.11.2010            | Освіта вища | член Партії регіонів   | КЗ «Луганська спеціалізована школа І-ІІІ ст. № 54», вчитель                                                                        |
| 10              | Батуріна Олександра Григоріївна | 02.11.2010            | Освіта вища | член Партії регіонів   | пенсіонер |
| 11              | Василенко Микола Васильович     | 02.11.2010            | Освіта вища | член Партії регіонів   | пенсіонер |
| 12              | Бачурін Юрій Петрович           | 02.11.2010            | Освіта вища | позапартійний          | Луганський державний університет внутрішніх справ імені Е. О. Дідоренка, проректор з економічних питань та ресурсного забезпечення |
| 13              | Юрщин Віталій Миколайович       | 02.11.2010            | Освіта вища | член Партії регіонів   | КП «Ювілейне», директор |
| 14              | Дубов Михайло Якович            | 02.11.2010            | Освіта вища | член Партії регіонів   | пенсіонер |
| 15              | Перов Валерій Васильович        | 02.11.2010            | Освіта вища | член Партії регіонів   | Шахтоуправляння «Луганське» ДП «Луганськвугілля», старший механік зміни                                                            |
| 16              | Кучерова Наталія Дмитріївна     | 02.11.2010            | Освіта вища | позапартійна           | Шахтоуправляння «Луганське» ДП «Луганськвугілля», завідувачка гуртожитку                                                           |
| 17              | Авершин Геннадій Вікторович     | 02.11.2010            | Освіта вища | позапартійний          | управління Пенсійного фонду України в Артемівському районі, начальник управління                                                   |
| 18              | Жуков Борис Володимирович       | 02.11.2010            | Освіта вища | член Партії регіонів   | КП «Ювілейне», заступник директора з ринкової інфраструктури                                                                       |
| 20              | Литвин Наталія Володимирівна    | 02.11.2010            | Освіта вища | член Партії регіонів   | Ювілейна селищна рада м. Луганська Луганської обл.3, головний бухгалтер                                                            |
| 21              | Пішков Сергій Михайлович        | 02.11.2010            | Освіта вища | член Партії регіонів   | служба безпеки ТОВ «Луганськвода», заступник генерального директора                                                                |
| 22              | Запорожець Максим Володимирович | 02.11.2010            | Освіта вища | член Партії регіонів   | приватний підприємець |
| 23              | Соколова Ірина Юріївна          | 02.11.2010            | Освіта вища | член Партії регіонів   | КЗ «Луганська спеціалізована школі І-ІІІ ст. № 54», вчитель                                                                        |
| 24              | Руденко Валентина Федорівна     | 02.11.2010            | Освіта вища | член Партії регіонів   | КП «Ювілейне», інженер |
| 25              | Дегтяр Олександр Васильович     | 02.11.2010            | Освіта вища | член Партії регіонів   | Ювілейна селищна рада, заступник селищного голови                                                                                  |
| 26              | Паламарчук Наталія Сергіївна    | 02.11.2010            | Освіта вища | член Партії регіонів   | КЗ «Луганська спеціалізована школа І-ІІІ ст. № 54», вчитель                                                                        |
| 27              | Бузовський Ігор Миколайович     | 02.11.2010            | Освіта вища | член Партії регіонів   | ПП «Луганський центр юридичних послуг», юрист                                                                                      |
| 28              | Логачова Олена Василівна        | 02.11.2010            | Освіта вища | член Партії регіонів   | Ювілейна селищна рада, секретар ради                                                                                               |
| 29              | Сольоний Олексій Володимирович  | 02.11.2010            | Освіта вища | позапартійний          | Луганський державний університет внутрішніх справ імені Е. О. Дідоренка, начальник курсу підготовки слідчих                        |
| 30              | Котихов Віктор Миколайович      | 02.11.2010            | Освіта вища | член Партії регіонів   | ТОВ «Лугенергомонтаж», директор |
| Самовисування   |                                 |                       |             |                        | |
| 1               | Русаковський Олег Емануілович   | 02.11.2010            | Освіта вища | член Партії регіонів   | ТОВ «Ліфтсервіс», директор |
| 5               | Іванов Анатолій Миколайович     | 02.11.2010            | Освіта вища | позапартійний          | ТОВ «Теплоремонт», майстер |
| 19              | Бабіч Ігор Валерійович          | 02.11.2010            | Освіта вища | член Партії регіонів   | приватний підприємець |